# Casa Carbonell (Canet de Mar)
La Casa Carbonell és un edifici de Canet de Mar (Maresme) protegit com a Bé Cultural d'Interès Local.

## Descripció
Es tracta d'un edifici entre mitgeres de planta i dos pisos. La porta d'accés i la balconera són d'arc escarser. Aquestes obertures estan emmarcades amb pedra de Girona. Al primer pis hi ha un balcó corregut amb barana de ferro i amb dues portes balconeres. La solera del balcó fa una forma bombada al centre. Al segon pis hi ha quatre finestres separades per pilastres acanalades. El coronament de la casa es compon d'una cornisa i d'un remat amb formes que sobresurten.